# Rapipontonia
Rapipontonia is een geslacht van kreeftachtigen uit de klasse van de Malacostraca (hogere kreeftachtigen).

## Soorten
- Rapipontonia galene (Holthuis, 1952)
- Rapipontonia hydra Marin, 2009
- Rapipontonia paragalene Marin, 2007
- Rapipontonia platalea (Holthuis, 1951)